# Općina Rogatec
Općina Rogatec (slo. Občina Rogatec) je općina u istočnoj Sloveniji u pokrajini Štajerskoj i statističkoj regiji Savinjskoj. Središte općine je naselje Rogatec s 1.570 stanovnikom.

## Zemljopis
Općina Rogaška Slatina nalazi se u istočnom dijelu Slovenije i pogranična je ka Hrvatskoj. Općina obuhvaća južne padine planinskog Haloza i dolinu gornje Sutle.
U općini vlada umjereno kontinentalna klima. Najvažniji vodotok u općini je rijeka Sutla, koja izvire na području općine, a potom protiče njenom istočnom granicom. Svi ostali vodotoci su mali i njeni su pritoci.

## Naselja u općini
Brezovec pri Rogatcu, Dobovec pri Rogatcu, Donačka Gora, Log, Rogatec, Sv. Jurij, Tlake, Trlično, i Žahenberc.

## Promet
Rogatec leži uz željezničku prugu Grobelno (Slovenija) – Zabok (Hrvatska), no na toj pruzi trenutačno nema kontinuiranoga putničkog prometa.
- Željezničke postaje
- Ulaz na željezničku postaju Rogatec
- Željeznička postaja Rogatec
- Željeznička postaja Sveti Rok ob Sotli
- Željeznička postaja Sveti Rok ob Sotli

## Vanjske poveznice
- Službena stranica općine